# Pandiaka
Pandiaka é um género botânico pertencente à família Amaranthaceae.

## Espécies
- Pandiaka andongensis
- Pandiaka angustifolia
- Pandiaka benthamii
- Pandiaka carsonii
- Pandiaka confusa
- Pandiaka fasciculata
- Pandiaka heterochiton
- Pandiaka heudelotii
- Pandiaka involucrata
- Pandiaka lanceolata
- Pandiaka lanuginosa
- Pandiaka metallorum
- Pandiaka porphyrargyrea
- Pandiaka ramulosa
- Pandiaka rubrolutea
- Pandiaka welwitschii